# Air Master
Air Master (яп. エアマスター Эа Масута:, Воздушный мастер) — аниме, направленное на смешанную целевую аудиторию. Здесь файтинг и экшен переплетены с романтикой и любовными отношениями. В Air Master удалось собрать множество оригинальных персонажей, участвующих в динамических и зачастую брутальных схватках, но при этом не источающих ненависть и злобу. В Air Master никто не мстит. Бьют до крови, ломают конечности, но не стремятся убить.

## Сюжет
Наши дни, Токио. 16-летняя старшеклассница Маки Айкава известна под псевдонимом «Air Master». Она — уличный боец. Большую часть времени она ведёт себя как нормальная девушка, но на улицах становится другим человеком. Будучи некогда гимнасткой, сейчас Маки возрождает легенду об уличных боях в воздухе, действуя под псевдонимом. Чтобы вновь и вновь переживать те ощущения, которые испытывала в бытность гимнасткой, она ищет сильных противников. Лучшие уличные бойцы перечислены в рейтинге Фукамити. Наиболее одарённые, попавшие в первую десятку, получают денежное вознаграждение за бои. Для многих уличных бойцов рейтинг Фукамити — это смысл жизни, мечта и работа. Air Master станет участником рейтинга и серия за серией будет стремиться к бойцу № 1.

## Персонажи

### Главные персонажи

Маки Айкава

Рэнгэ Ину

Ю Такидава

Митиру Кавамото

Мина Наканотани

Маки Айкава (яп. 相川 摩季 Айкава Маки) — высокая, сильная девушка со спортивным прошлым, «рыцарь без страха и упрека», очень сдержанная, порядочная и в целом обычная девушка. В детстве была гимнасткой, но по некоторым причинам бросила спорт. Желая снова чувствовать такие же ощущения, накал эмоций и страстей, стала уличным бойцом. Её прозвали «Air Master», поскольку стиль борьбы Маки основан на прыжках. Ищет сильного противника, чтобы стать сильнее и раздвинуть границы своей силы. Непреднамеренно изучает приёмы противников.
Сэйю: Роми Паку
Рэнгэ Ину (яп. 乾 蓮華 Ину Рэнгэ) — не по годам развитая девочка очень маленького роста. Имеет отличительную способность — есть всё в неограниченном количестве и с невероятной скоростью. Умеет колдовать и находить людей с помощью амулета и собственного нюха.
Сэйю: Томоко Канэда
Такидава Ю (яп. 滝川 ユウ Такидава Ю:) — подруга Маки, тоже немного обучалась карате, но не обладает такой силой, чтобы участвовать в уличных боях. Во всём поддерживает Маки.
Сэйю: Марико Судзуки
Митиру Кавамото (яп. 川本 みちる Кавамото Митиру) — подруга Маки. Влюблена в Синоскэ. Имеет двух братьев-двойняшек.
Сэйю: Масуми Асано
Мина Наканотани (яп. 中ノ谷 美奈 Наканотани Мина) влюблена в Маки и очень хочет завоевать её уважение. Из богатой семьи, поэтому учится в другой, элитной школе, но почти всегда проводит время в компании с Маки. Имеет большой бюст, что привлекает всеобщее мужское внимание, из-за чего она стала бояться и сторониться парней.
Сэйю: Юкана Ногами

## Название серий
- 01. Fly! Air Master
- 02. Cry! Sakiyama Kaori!!
- 03. Challenge! Tokita Shinnoske
- 04. Sharpen! Chukimoto Reichi
- 05. Cry! Sakamoto Juliet
- 06. Ride It! Maki
- 07. Don't Make Me Say It Twice!
- 08. Roar! Nakanotani Mina
- 09. Go! Black Alliance Of Justice And Sincerity
- 10. Blaze! Kitaeda Kinjiro
- 11. A Fight To Remember! Maki Vs. Kinjirou
- 12. Reveal Yourselves! Famiwrestlers
- 13. Shine! Sky Star
- 14. Pierce Through!! Kai and Maki
- 15. Conquest! Roach Queen!
- 16. Fight! Fukamichi Ranking
- 17. Gather! Street Fighters
- 18. Scene rice field
- 19. Endure! Ogata path
- 20. Strike! Mosquito I anti-Kin Jiro
- 21. Make talk! It is deep the road
- 22. Launch! Run, car of flame
- 23. Minaguchi Yuki! The Ripper
- 24. Burning! Meat
- 25. Break! Konishi versus Julieta
- 26. Feel it! The Struggling Wind
- 27. Fly! Aikawa Maki

## Музыка

### Открывающие темы (opening)
- «Retsu no matataki»

Исполняет: Japahari Net

### Закрывающие темы (ending)
- «ROLLING 1000 tOON»

Исполняет: Maximum The Hormone

### Другие треки
- «Air Alpha»

Исполняет: Yoshihisa Hirano